# Lioglyphostoma woodringi
Lioglyphostoma woodringi é uma espécie de gastrópode do gênero Lioglyphostoma, pertencente a família Pseudomelatomidae.